# Playchess
Playchess je komercijalni internetski šahovski poslužitelj koji vodi ChessBase. Playchess je posvećen igri i raspravljanju o šahu i šahovskih varijanta. U veljači 2011. na Playchessu se igralo preko 31.000 umreženih igrača, među njima brojne igrače s međunarodnim naslovima koji igraju pseudoanonimno te ostali šahovski majstori čiji identiteti su poznati, kao što su Hikaru Nakamura, Nigel Short i Michael Adams.

## Softver
ChessBase proviđa vlasnički softver Playchess, koji je uključen s oiljenim računalnim šahovskim softverom kao što su Fritz, Junior ili Shredder. Kupnjom bilo kojeg od ovih programa za igranje, kupci dobiju jednogodišnji pristup poslužitelju. Druga mogućnost korisnicma je skinuti klijentski softver, nižu inačicu GUI-ja Fritza. Novi korisnici mogu iskušati poslužitelj kratko vrijeme prije nego što pristup zatraži serijski broj. Gosti se uvijek mogu prijaviti besplatno ali su mogućnosti pristupa ograničene. Softver ima funkcije pokušati otkriti igrače služeći se uz pmoć šahovskih programa, uglavnom prelaskom na druge zadaće. 
Ovaj je poslužitelj takmac inim komercijalnim poslužiteljima, kao što su Internet Chess Club (ICC), World Chess Live (WCL) te nekomercijalni Free Internet Chess Server (FICS).

## Vanjske poveznice
- Službene stranice  Arhivirana inačica izvorne stranice od 24. veljače 2011. (Wayback Machine)
- Chess Base